# Wilhelm Girmes
Wilhelm Heinrich Girmes (* 26. Januar 1866 in Krefeld; † 3. Oktober 1917 ebenda) war ein deutscher Architekt.

## Leben
Girmes wurde 1866 auf dem Girmeshof in Krefeld geboren und wuchs dort mit sechs Geschwistern in einer evangelischen Familie auf. Nach seinem Abitur studierte er Architektur an der Technischen Hochschule Aachen. 1892 gründete er mit seinem Schulkameraden Heinrich Oediger das Architekturbüro Girmes & Oediger in Krefeld. Sie prägten im 19. und 20. Jahrhundert stark die Architektur in Krefeld und der umliegenden Region, beispielsweise mit der Fabrik Heeder, dem Dreiring-Werk, den Girmes-Werken in Oedt oder der Villa Fritz Thyssen in Mülheim an der Ruhr.
Bei den Kommunalwahlen 1915 trat Girmes für die Liberale Partei an und wurde in den Stadtrat von Krefeld gewählt. Dort war er Mitglied der Baukommission und der Rheinischen Landwirtschaftlichen Berufsgenossenschaft.
Girmes war verheiratet und hatte zwei Kinder. Er nahm sich 1917 während des Ersten Weltkriegs das Leben.